# Formania
Formania là một chi thực vật có hoa trong họ Cúc (Asteraceae).

## Loài
Chi Formania gồm các loài: